# Associação Desportiva Limianos
A Associação Desportiva Limianos é o clube mais representativo de Ponte de Lima e dos mais históricos na região do Minho, fundado a 5 de Janeiro de 1953.

## Futebol

### Histórico[3][4]
|                   | Nº Presenças | Títulos |
| ----------------- | ------------ | ------- |
| Temporadas na 1ª  | 0            |         |
| Temporadas na 2ª  | 0            |         |
| Temporadas na 2ªB | 5            |         |
| Temporadas na 3ª  | 32           |         |
| Taça de Portugal  | 39           |         |
| Taça da Liga      | 0            |         |

## Palmarés
1 Título Nacional: (III Divisão Nacional em 1993/94) 
7 Títulos Distritais AF Viana do Castelo: (1985/86, 1991/92, 1998/99, 2005/06, 2007/08, 2017/18, 2022/23)
2 Taça AF Viana: (2007/08, 2022/23)
1 Supertaça AF Viana:  (2017/18)

## Estádio
Estádio Municipal do Cruzeiro, é a casa do Limianos e tem uma lotação para 2 500 espectadores.